# Eressa malaccensis
Eressa malaccensis är en fjärilsart som beskrevs av Rothschild. Eressa malaccensis ingår i släktet Eressa och familjen björnspinnare. Inga underarter finns listade i Catalogue of Life.